# Clark Platon
Clark Charles Platon (Santarém, 24 de outubro de 1930 – Belém, 4 de junho de 2025) foi um engenheiro civil e político brasileiro, outrora deputado federal pelo Amapá.

## Dados biográficos
Filho de Charles Theodoro Platon e Marta Tannus Platon. Engenheiro civil formado na Universidade Federal do Pará em 1956, atuou na comissão de construção de bases navais na empresa Engenharia de Tratamentos de Água em Belém até migrar à iniciativa privada. Nomeado engenheiro do Departamento de Estradas de Rodagem do Amazonas em 1958, migrou para o Amapá e trabalhou em Macapá pela comissão de aeroportos do Ministério da Aeronáutica em 1966 e por fim atuou como diretor-técnico da empresa Platon Engenharia e Comércio.
Presidente do diretório territorial da ARENA no Amapá em 1972, perdeu a eleição para deputado federal em 1974. Assumiu o cargo de diretor do Departamento de Obras Públicas da Secretaria de Viação e Obras Públicas do Amazonas em 1976 no governo Enoque Reis e no mesmo ano integrou o Conselho Territorial do Amapá, sendo novamente primeiro suplente de deputado federal em 1978. Extinto o bipartidarismo migrou para o PDS e assumiu a primeiro vice-presidência do diretório regional em 1980, sendo eleito deputado federal pelo Amapá em 1982. Em sua passagem pela Câmara dos Deputados ausentou-se da votação da emenda Dante de Oliveira e votou em Paulo Maluf no Colégio Eleitoral. Candidato a reeleição pelo PMDB em 1986 não foi bem-sucedido, bem como perdeu a eleição para senador via PTB em 1990.
Faleceu em Belém por conta de uma doença cardíaca e complicações afins.